# Krikor Agathon
Krikor Agathon (arabisch كريكور اغاطون Krikor Agathon; * 26. November 1900 in Alexandria; † 1979) war ein ägyptischer Sportschütze und Fechter.

## Karriere
Agathon nahm 1924 erstmals an Olympischen Spielen teil. In Paris erreichte er im Degeneinzel das Viertelfinale und belegte im Sportschießen mit der Schnellfeuerpistole über 25 Meter den 19. Platz. 1928 gewann er bei den Weltmeisterschaften in Loosduinen die Goldmedaille in der Disziplin 25 Meter Schnellfeuerpistole. 1936 nahm er erneut an den Olympischen Spielen teil und startete in Berlin im Schnellfeuerschießen über 25 Meter.
Nach seiner aktiven Laufbahn engagierte sich Agathon als Funktionär im Fechten und Sportschießen, sowohl in Ägypten als auch in Frankreich. Er war Mitglied des ägyptischen Fecht- und Schießverbands sowie des französischen Schießverbands. Zudem gehörte er dem Ägyptischen Nationalen Olympischen Komitee an und war ägyptischer Delegierter bei der International Shooting Sport Federation sowie der Fédération Internationale d’Escrime. Darüber hinaus war er Mitglied des Conseil International de la Chasse und vertrat Ägypten beim Comité national des sports sowie beim Congrès International des Journées de la Santé Publique in Frankreich. Für seine Verdienste in Frankreich wurde er mit dem Titel eines Chevalier der Ehrenlegion ausgezeichnet.